# Frigidispora colnensis
Frigidispora colnensis — вид грибів, що належить до монотипового роду Frigidispora.